# Magno Nazaret
Magno Prado Nazaret, né le 17 janvier 1986 à Dourados, est un coureur cycliste brésilien. Spécialiste du contre-la-montre et des courses par étapes, il a remporté plusieurs victoires sur des courses sud-américaines.

## Biographie
Magno Nazaret se distingue pour la première fois au Brésil au cours de la saison 2006. Cette année-là, il remporte une étape du Tour de Porto Alegre, du Tour de l'État de Sao Paulo et du Tour du Paraná, et termine dans les sept premiers de ces trois courses par étapes et du Tour de Santa Catarina. Il montre également des qualités de spécialiste du contre-la-montre en terminant deuxième de l'épreuve aux Championnats panaméricains. Il décroche ainsi deux médailles, l'argent en catégorie Élite et le titre chez les moins de 23 ans. Il finit également troisième du Championnat du Brésil de la spécialité. 
En 2007, Nazaret rejoint la principale équipe brésilienne, Scott-Marcondes Cesar-São José dos Campos. Il remporte une étape du Vuelta por un Chile Líder, au Chili, qu'il termine à la deuxième place. Au Brésil, il remporte une étape contre-la-montre du Tour de l'État de Sao Paulo. Il gagne le classement général, mais est déclassé à la suite d'un contrôle antidopage positif à la sibutramine lors de la 8e étape. Il est alors suspendu jusqu'en décembre 2007 par l'UCI, et doit interrompre sa saison. 
Au cours des deux années suivantes, il remporte à nouveau plusieurs victoires, et obtient des places d'honneur sur de nombreuses courses par étapes, notamment le Tour de San Luis, le Tour d'Uruguay et à nouveau les courses par étapes brésiliennes, mais ne parvient pas à remporter de classement général. À l'issue de la saison 2009, il participe aux championnats du monde, terminant à la 46e place du contre-la-montre. 
En 2010, il court à nouveau pour Scott-Marcondes Cesar-São José dos Campos, qu'il avait quittée l'année précédente. Dès le mois de février, il gagne un nouveau contre-la-montre à la Rutas de América, en Uruguay, et termine deuxième du classement général. En septembre, il rejoint l'équipe Funvic-Pindamonhangaba en raison des problèmes financiers de l'équipe Scott-Marcondes.

## Palmarès
- 2005
  - 3e du championnat du Brésil du contre-la-montre espoirs
- 2006
  -  Champion panaméricain du contre-la-montre espoirs
  - 3e étape du Tour de Porto Alegre
  - 8e étape du Tour de l'État de Sao Paulo
  - 5e étape du Tour du Paraná
  -  Médaillé d'argent du championnat panaméricain du contre-la-montre
  - 3e du championnat du Brésil du contre-la-montre
  - 3e du Tour de Porto Alegre
- 2007
  - 8e étape de la Vuelta por un Chile Líder[2]
  - 5e étape du Tour de l'État de Sao Paulo (contre-la-montre)
  - 2e de la Vuelta por un Chile Líder
  - 3e du Tour de Rio de Janeiro
- 2008
  - 3e étape du Tour de l'État de Sao Paulo (contre-la-montre)
  - Copa Recife Speed Bike
  - 3e du Tour de l'intérieur de São Paulo
- 2009
  - 3e du Tour de l'intérieur de São Paulo
- 2010
  - 5eb étape de la Rutas de América (contre-la-montre)
  - 4ea étape du Tour du Brésil-Tour de l'État de Sao Paulo (contre-la-montre)
  - 2e de la Rutas de América
  - 2e du Tour du Brésil-Tour de l'État de Sao Paulo
  - 3e du championnat du Brésil sur route
  - 3e du championnat du Brésil du contre-la-montre
- 2011
  -  Champion du Brésil du contre-la-montre
  - 4e étape du Tour de Rio
- 2012
  - Tour d'Uruguay :
    - Classement général
    - 8e étape

  - Tour du Brésil-Tour de l'État de Sao Paulo :
    - Classement général
    - 3e étape (contre-la-montre)

  -  Médaillé d'argent du championnat panaméricain du contre-la-montre
- 2013
  - 2e du championnat du Brésil du contre-la-montre
- 2014
  - Tour du Brésil-Tour de l'État de Sao Paulo :
    - Classement général
    - 3e et 4e (contre-la-montre) étapes
- 2015
  -  Champion du Brésil du contre-la-montre
  - 5e étape du Tour du Goiás (contre-la-montre)
  - 2e du Tour du Goiás
- 2017
  -  Champion du Brésil du contre-la-montre
  - Tour d'Uruguay :
    - Classement général
    - 1re (contre-la-montre par équipes) et 6e (contre-la-montre) étapes
- 2018
  - Tour d'Uruguay : 
    - Classement général
    - 8ea étape (contre-la-montre)
- 2019
  - 3e étape du Giro del Sol San Juan (contre-la-montre)
  - Vuelta a la Bebida :
    - Classement général
    - 1re étape (contre-la-montre)

  -  Médaillé d'argent du contre-la-montre aux Jeux panaméricains
- 2025
  - 6e étape du Tour d'Uruguay

## Classements mondiaux
| Année            | 2007 | 2008 | 2009 | 2010 | 2011 | 2012   | 2013 | 2014 | 2015 | 2016 | 2017 | 2018 | 2019 |
| ---------------- | ---- | ---- | ---- | ---- | ---- | ------ | ---- | ---- | ---- | ---- | ---- | ---- | ---- |
| UCI America Tour | 11e  | 81e  | 46e  | 65e  | 33e  | 8e     | 17e  | 22e  | 199e | 200e | 41e  | 115e | 105e |
| UCI Asia Tour    |      |      |      |      |      |        |      |      |      |      | 125e |      |      |
| UCI Europe Tour  |      |      |      |      |      | 1 141e |      |      |      |      |      |      |      |